# Otmar Mácha
Otmar Mácha (Ostrava-Mariánské Hory, 2 oktober 1922 – Pardubice, 14 december 2006) was een Tsjechisch componist, toneelregisseur en dramaturg.

## Levensloop
Mácha kreeg zijn eerste compositieles in privéstudies bij František Míťa Hradil (1898-1980) van 1941 tot 1942. Van 1943 tot 1945 studeerde hij aan het Praags conservatorium. Hij was een van de bekendste compositie leerlingen in de meesterklas van Jaroslav Rídký aan het Praags Conservatorium in de periode van 1945 tot 1948. Vanaf 1947 werkte hij als muziekdirecteur en dramaturg voor het Praagse radio. In 1962 werd hij freelancecomponist. In de jaren 1940 was hij ook secretaris van de Tsjechische componistenunie.
In 1995 werd op initiatief van Mácha de componistengroep "Quattro" gesticht, waartoe verder Zdeněk Lukáš, Sylvie Bodorová en Luboš Fišer behoorden.

## Stijl
Zijn eerste composities van het einde van de Tweede Wereldoorlog zijn diep romantisch. In zijn liederen en liederencyclus uit de jaren 1945 tot 1947 is hij erg verbonden met de volksmuziek, maar in de sonates voor viool en cello volgt hij een avontuurlijkere lijn. Hij werd bekend bij het publiek in het midden van de jaren vijftig met zijn oratorium Het testament van Johann Aamos Komensky (Comenius) uit 1955 waar hij Moravische folkintonaties in een verstandelijke en eenvoudige muzikale taal gebruikt. Later bedient hij zich een compleet karakteristieke expressieve taal, bijvoorbeeld in het symfonisch gedicht Noc a nadeje (Nacht en hoop) uit 1959 en ook in Variaties op een thema en de dood van Jan Rychlik voor symfonieorkest uit 1964, dat ook in het buitenland met veel succes uitgevoerd werd.

## Composities

### Werken voor orkest
- 1945 Předehra (Ouverture), voor groot orkest
- 1948 Symfonie – jednovětá, voor orkest – première: 17 augustus 1949
- 1949-1951 Slovenská rapsódie (Slowaakse Rapsodie)
- 1950 Kopaničářské tance, voor orkest
- 1958 Symfonicka intermezza, voor orkest
- 1959 Noc a nadeje (Nacht en hoop), symfonisch gedicht
- 1962 Azurová tarantella, voor orkest
- 1962 Slavnostní pochod (Groote mars), voor orkest
- 1964-1965 Variace (Orchestral Variations) na téma a smrt Jana Rychlíka (Variaties op een thema en de dood van Jan Rychlík)
- 1968 Varianty. Malá studie, voor orkest
- 1970-1971 Sinfonietta no. 1, voor orkest
- 1972 Podzimní pastorale, instrumentaal fragment uit de vierde symfonie van Jaroslav Doubrava (1909-1960)
- 1977 Hommage a Josef Suk, voor viool en strijkorkest
- 1978 Jubilejní předehra (Jubileum ouverture), voor strijkers, koperblazers en percussie-instrumenten
- 1978 Dubbelconcert, voor viool, piano en orkest – première: 21 maart 1981, Praag
- 1978-1980 Sinfonietta no. 2 "Op dat de nieuwe dingen ontstaan", voor groot orkest
  1. Grave
  2. Allegro molto
  3. Grave rubato
- 1983 Suita z hudby k filmu "Putování Jana Amose Komenského", voor orkest
- 1986 Concert, voor viool en orkest – première: 26 maart 1987 in Praag
  1. Maestoso
  2. Presto
  3. Larghetto
- 1986 Eiréné, voor hobo en strijkorkest
- 1987 Rhapsodie, voor klarinet en strijkers
- 1995 Vánoční concertino (Kerstmis concertino), voor gitaar en strijkorkest
- 1998 Variace na středověkou píseň "Čistá panna", voor viool en strijkorkest
- 1998 Gambrinus, symfonische ouverture
- 2000-2001 Balada a finále (Ballade en finale) voor altviool, piano en strijkers
- 2001-2003 Sinfonia Boemorum, voor orkest – première: 26 oktober 2005 in Praag
- České lidové tance I,II (Czech Folk Dances I and II)
- Čtyři české tance z Ritersbergovi sbírky (Four Czech Dances from the Ritersberg Collections)
- Lidová suita (Folk Suite)
- Miniaturní suita
- Moravské tance 1-6 (Six Moravian Dances)
- Prácheňský valčík (Prácheň Waltzes), wals
- Sinfonietta da camera
- Suita z moravských národních písní (Suite from Moravian Folk Songs)
- Thalia, voor orkest
- Tři české tance (Three Czech Dances)

### Werken voor harmonieorkest
- 1948 Moravské lidové tance
- 1982 Barokní předehra (Barok ouverture), voor groot harmonieorkest
- Cradle for Sinful Maidens
- Jubileum-Ouverture
- Pochod psovodů
- Saxophone Weeping
- Slavnostní pochod, mars

### Missen, cantates, oratoria en gewijde muziek
- 1955 Odkaz Jana Amose Komenského (Het testament van Johann Amos Komensky (Comenius)), oratorium naar het testament van Johann Amos Comenius van 1650, voor mezzosopraan solo, gemengd koor, orkest en orgel – tekst: Jan Amos Komensky – première: 20 september 1957 in Praag
- 1987-1989 Stará vlast – Patria Bohemorum, oratorium voor sopraan, alt en bariton solo, gemengd koor en orkest – libretto: Zdeňka Psůtková naar het boek van Vladislav Vančura
  1. Stara vlast / The Old Homeland (koor)
  2. Starena / The Old Woman (alto solo)
  3. Utek / The Flight (koor)
  4. Posvatny strom / The Sacred Tree (baritone solo)
  5. Zrozeni a smrt / Birth and Death (soli en koor)
  6. Podivny lov / The Strange Catch (sopraan en baritone soli en koor)
  7. Vyzva / TheChallenge (sopraan en baritone soli en chorus)
  8. Rozhodnuti / The Decision (orchestral interlude)
  9. Tajemstvi nove zeme / The Secret of the New Country (koor)

### Muziektheater

#### Opera's
| Voltooid in | titel                                 | aktes       | première                                | libretto                                        |
| ----------- | ------------------------------------- | ----------- | --------------------------------------- | ----------------------------------------------- |
| 1956-1957   | Polapená nevěra (Infidelity Unmasked) | 1 akte      | 21 november 1958, Praag, Theater "D 34" | naar een anoniem Oud-Tsjechische tekst uit 1608 |
| 1960-1963   | Jezero Ukereve (Lake Ukereve)         | 3 bedrijven | 27 mei 1966, Praag, Nationaal Theater   | van de componist naar Vladislav Vančura         |
| 1971-1976   | Růže pro Johanku (Rosen voor Jeanne)  | 2 bedrijven | 8 januari 1982, Brno, Janáček-Theater   | Josef Pávek                                     |
| 1974-1977   | Svatba naoko                          |             |                                         | Vojtěch Trapl en Stanislav Kinzl                |
| 1976        | Kolébka pro hříšné panny              |             | 1982, Teplice                           | naar motieven van Alois Jiráska                 |
| 1999        | Nenávistná láska                      | 2 aktes     | 16 maart 2002, Karlovy Vary             | Jiří Bednář naar Robinson Jeffers               |

#### Tv-opera's
| Voltooid in | titel                                                   | aktes | première                              | libretto                                                              |
| ----------- | ------------------------------------------------------- | ----- | ------------------------------------- | --------------------------------------------------------------------- |
| 1981        | Proměny Prométheovy – Metamorphoses Promethei, tv-opera |       | 3 oktober 1982, Tsjechische televisie | Jan Kolařík (kreeg in 1983 een 1e prijs bij het festival Zlatá Praha) |

#### Ballet
| Voltooid in | titel   | aktes | première                                                   | libretto                      | choreografie |
| ----------- | ------- | ----- | ---------------------------------------------------------- | ----------------------------- | ------------ |
| 1992        | Broučci |       | 22 december 1992, Praag, Standstheater (Stavovské divadlo) | A. Jurásková/Vladimír Harapes |              |

### Werken voor koor
- Čtyři mužské sbory (Four Men's Choruses)
- Fortuna, voor kinderkoor
- Hejsa, hejsa, voor kinderkoor
- Hel’pa, voor vrouwenkoor, piano en blokfluit
- Hymnus "Cedant arma togae", voor kinderkoor (of: driestemmig vrouwenkoor (SSA)) en piano
- Lasske heleckacky, een liederencyclus van liederen uit de bergen voor kinderkoor
  1. Ej, hoja, hoja
  2. Helo, helo, Anicka
  3. Hoj, hura, hoj
  4. Ja, helo
  5. Ho-ja-ja, ho-ja-ja
- Materska znamenka (Birthmarks), voor vrouwenkoor
- Moravské lidové písně (Moravian Folk Songs), voor kinderkoor en piano
  1. Chodila po roli
  2. Helekacka
  3. Lastuvenka
  4. Maryjanek
  5. Vojacku
  6. Sohajova mama
- Ohlasy pisni slezskych, voor kinderkoor
  1. Moja rec
  2. Koleda z PLesne
  3. Zlodej
  4. Styry mile ZA oPAVUM
  5. Moja rec
- Proverbia, voor vrouwenkoor
  1. Salve
  2. Femina
  3. Vivite
- Slavnosti jara (Spring Celebration)
- Sohajova mama, voor kamerkoor
- Ta Moravska brana (The Moravian Gate), voor kinderkoor
- Ten Czech Christmas Carols, voor driestemmig vrouwenkoor (SSA), fluit of viool en piano
- Tece Voda (Water’s Flowing), voor kinderkoor
- Vier Meilen von Opava, voor kinderkoor en orkest
- Zpevy Hornacka
  1. Hojacky
  2. Co sem sa pod okny nastal
  3. Stala Kacenka u Dunaja
  4. Ej na vrbovcoch hudci hudu
  5. Ej hory, hory
  6. Kebych bola jahodu
  7. Ej mamicko moja
  8. Ja dolina, dolina
  9. Muzikanti, muzikanti
  10. Zahraj ne, hudecku!

### Vocale muziek
- 1980 Concerto Grosso, voor sopraan, mezzosopraan, alt, tenor, bariton en orkest
- Janinka zpívá (Janinka singt), voor sopraan en orkest – tekst: Stanislav Kinzl
  1. A bylo jaro... (Und es war Frühling)
  2. Uspávanka (Wiegenlied)
  3. Píseň o rose (Lied über den Tau)
  4. Píseň o světle (Lied über das Licht)
  5. Píseň o samotě (Lied der Einsamkeit)
  6. Zlá zima... (Ein harter Winter)
- Songs from Moravia, voor mezzosopraan en klein ensemble
- Vier Monologen naar het dramatisch gedicht «Zástupové (Menschenmassen)» van František Xaver Šalda, voor sopraan, bariton en orkest

### Kamermuziek
- 1943 Strijkkwartet nr. 1
- 1944 Sonata, voor cello en piano
- 1948 Jarní sonáta (Lente sonata), voor viool en piano
- 1963 Sonata, voor fagot en piano
- 1968-1969 Adagio, voor basklarinet en piano
- 1968 Pláč saxofonu, voor saxofoon en piano
- 1977 Variace na vlastní téma "Komu zvoní hrana" (Variaties over een origineel thema), voor dwarsfluit en piano
- 1979 Adagio, voor cello en piano
- 1981-1982 Strijkkwartet no. 2
- 1982 Elegia, voor viool en piano
- 1984 Apollón a Marsyas, voor dwarsfluit en viool
- 1985 Capriccia, voor fluit, fagot en piano
- 1987 Podzimní sonáta (Herfst sonata), voor viool en piano
- 1987 Rapsódie, voor klarinet en piano
- 1988 Balada, voor altviool en piano
- 1990-1991 Strijkkwartet nr. 3 "Zkratky"
- 2001 Hudba krásných srnců, voor blaaskwintet
- 2002 Finis coronat opus, voor dwarsfluit, fagot en piano
- 2003 Fantazie na vánoční píseň Tichá noc, voor gitaar en strijkkwartet
- 2004 Movimento, voor koperblaasinstrument en orgel
- 2004-2005 Setkávání, voor dwarsfluit, viool, cello en piano
- 7 Stukken, voor drie klarinetten

### Werken voor orgel
- 1963/1973/1979 Tři toccaty (Drie Toccata's)
  1. Smuteční toccata (Treur-Toccata)
  2. Svatební toccata (Kerst-Toccata)
  3. Vánoční toccata (Huwelijks-Toccata)
- 1993 Pražská fantazie (Praagse fantasie)

### Werken voor piano
- Pianistische Heimatkunde, tien lichte stukken
  1. Heiliger Wenzeslaus
  2. Mittelalterlicher Tanz
  3. Hussitisches Lied
  4. Gebet der böhmischen Brüder
  5. Marsch der (nationalen) Wiedergeburt
  6. Walachisches Jodellied
  7. Tanz aus dem Chodenland
  8. Slowakisches Zimbal
  9. Trauerstätte
  10. Prager Glocken

### Werken voor accordeon
- 1978 Preludium, Aria and Toccata, voor accordeon
- 1994 Vier inventies

### Filmmuziek
- 1981 Velké přání
- 1983 Putování Jana Amose
- 1984 Komediant
- 1984 Oldřich a Božena
- 1985 Veronika
- 1989 Evropa tančila valčík